# Раддесторф
Раддесторф (нем. Raddestorf) — община в Германии, в земле Нижняя Саксония.
Входит в состав района Ниэнбург-на-Везере. Подчиняется управлению Ухте. Население составляет 1997 человек (на 31 декабря 2010 года). Занимает площадь 33,07 км².
Коммуна подразделяется на 7 сельских округов.
| Год  | Население |
| ---- | --------- |
| 1990 | 2036      |
| 1995 | 2115      |
| 2000 | 2142      |
| 2005 | 2098      |
| 2010 | 2037      |